# S/2006 (60458) 1
 S/2006 (60458) 1 é um satélite natural do corpo celeste denominado de (60458) 2000 CM114. Ele é um objeto transnetuniano que tem cerca de 128 km de diâmetro e orbita o corpo primário a uma distância de 2,200 km.